# Photoallergische Dermatitis
Eine Photoallergische Dermatitis ist eine Hauterkrankung, bei der zunächst eine spezifische Sensibilisierung der Haut durch unterschiedliche Substanzen eintritt. Trifft anschließend Sonnenlicht auf die Haut, kommt es zu Hautrötungen, Knötchen und gelegentlich auch Blasenbildung. Photoallergisierende Substanzen können sowohl lokal durch Kontakt mit der Haut von außen (photoallergische Kontaktdermatitis) als auch systemisch durch Aufnahme über den Magen-Darm-Trakt zur Sensibilisierung führen (systemische photoallergische Dermatitis). Die Behandlung akuter Symptome gleicht derjenigen bei anderen allergischen Ekzemen. Zur dauerhaften Therapie gehört neben Meidung der sensibilisierenden Substanzen ein geeigneter Sonnenschutz.

## Ursachen
Wichtige lokal sensibilisierende Photoallergene sind halogenierte Salicylanilide, Fenticlor, Hexachlorophen, Bithionol und selten auch Lichtschutzfilter. Beispiele für Auslöser einer systemischen photoallergischen Dermatitis sind die Aufnahme von Phenothiazinen, Sulfonamiden, Hydrochlorothiazid oder Chinidinderivaten. Nur in Verbindung mit Bestrahlung durch UV-A-Licht tritt eine mit anderen allergischen Reaktionen vergleichbare Reaktion des Immunsystems auf. Im Gegensatz dazu treten phototoxische Reaktionen ohne Vermittlung des Immunsystems auf.

## Klinik
Beschränkt auf die belichteten Hautareale und bei photoallergischer Kontaktdermatitis auf die Stellen, die im Kontakt mit den sensibilisierenden Substanzen waren, treten zunächst Hautrötungen (Erytheme), Knötchen (Papeln) und kleine Bläschen (Vesikeln), seltener Blasen (Bullae) auf. Bei fortgesetzter Allergenzufuhr entsteht ein chronisch photoallergisches Ekzem mit geringer Rötung, aber flächenhafter Verdickung mit vergröberten Hautlinien (Lichenifikation) und Schuppung, beschränkt auf belichtete Hautpartien. Streuherde führen zu einer unscharfen Begrenzung. Immer besteht ein deutlicher Juckreiz.

## Diagnostik
In der Regel ergibt sich die Diagnose aus der Erhebung der Krankengeschichte und die klinische Untersuchung. Ergibt sich hierdurch  noch keine eindeutige Diagnose, kann bei photoallergischer Kontaktdermatitis insbesondere zur Ermittlung einer eindeutigen auslösenden Substanz ein Photopatchtest durchgeführt werden. Dieser kann bei systemischer photoallergischer Dermatitis versagen, insbesondere wenn ein Stoffwechselprodukt der ursprünglich aufgenommenen Substanz das relevante Photoallergen darstellt. In solchen Fällen kann eine systemische Photoprovokation durchgeführt werden.

### Photopatchtest
Hierbei werden die vermuteten Auslöser auf Testpflaster aufgebracht und doppelseitig auf den Rücken geklebt. Nach 24 Stunden wird eine Seite abgenommen und mit UV-Licht bestrahlt. Nach 48 Stunden wird auch die zweite Seite abgenommen. Die Hautareale werden markiert und auf Auffälligkeiten, wie Rötungen, Bläschen u. a., untersucht. Eine weitere Ablesung erfolgt nach 72 Stunden.

### Photoprovokation
Für eine Photoprovokation wird zunächst ein Hautareal belichtet. Anschließend wird die verdächtige Substanz verabreicht und zum Zeitpunkt der höchsten Blutplasmakonzentration ein zweites Hautareal mit UVA bestrahlt. Die Ablesung erfolgt nach 24 und 48 Stunden.

## Therapie
Die Behandlung sollte nach Möglichkeit in Ausschaltung des Photoallergens bestehen. Akute wie chronische Hautveränderungen werden wie andere Ekzeme allergischer Ursache behandelt. Dichte Kleidung und Sonnenschutzmittel mit UVA-Filter können geeigneten Lichtschutz bieten.